# Park Agrykola
Park Agrykola – zabytkowy park znajdujący się w dzielnicy Śródmieście w Warszawie.

## Opis
Park został założony w latach 1720–1723. Jest położony na wschód od Zamku Ujazdowskiego, a jego obszar ograniczony jest:
- Trasą Łazienkowską
- koroną skarpy warszawskiej
- aleją kasztanową na przedłużeniu Drogi Chińskiej w Łazienkach Królewskich
- ul. Agrykola

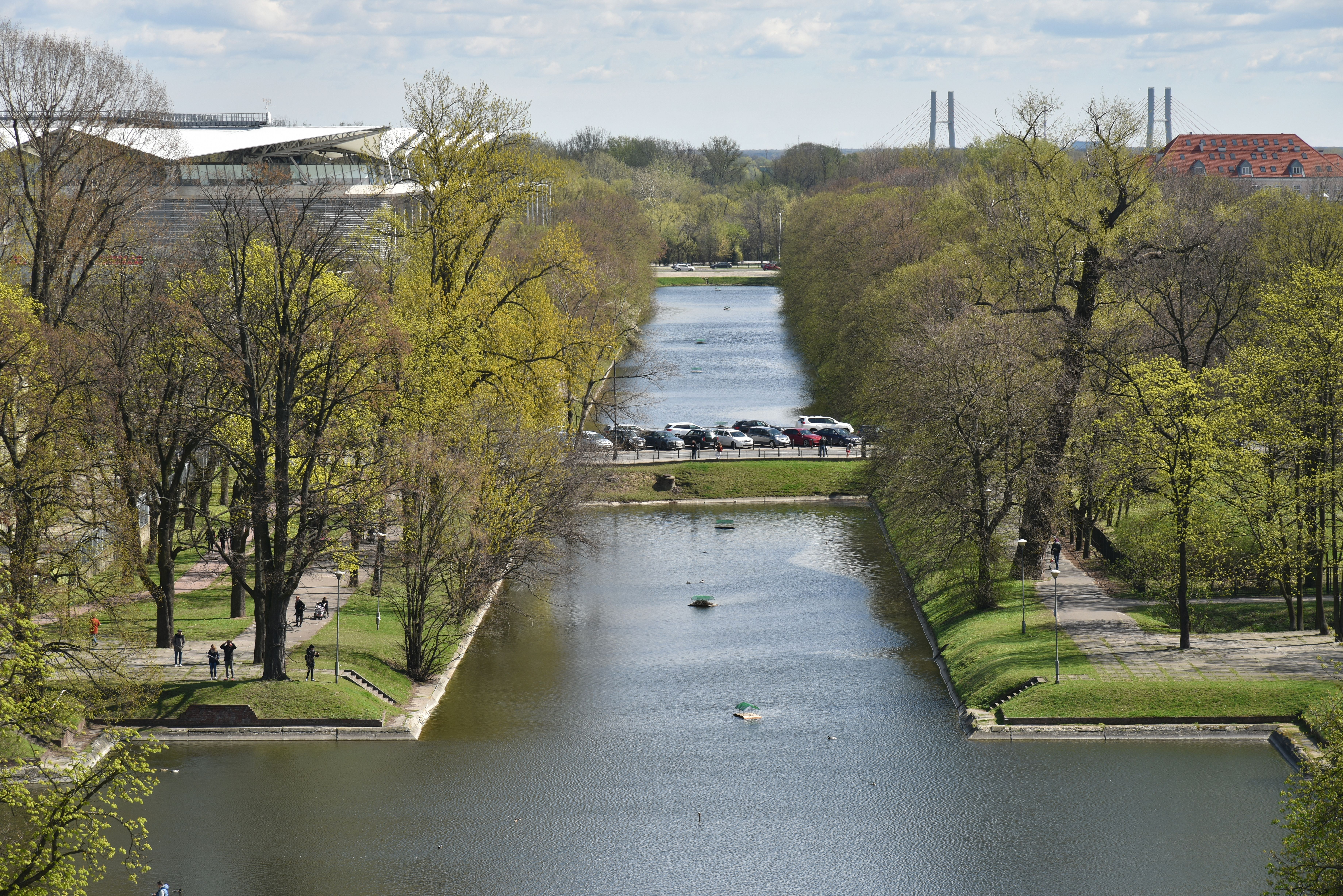
Kanał Piaseczyński

W 1899 Warszawskie Towarzystwo Higieniczne otworzyło w parku jeden z pierwszych w mieście placów zabaw dla dzieci, ufundowany przez Wilhelma Raua. W 1925 na zboczu skarpy powstała niewielka skocznia narciarska. W okresie międzywojennym kompleks sportowo-rekreacyjny nazywano parkiem Sobieskiego.
Cennym walorem parku jest panorama roztaczająca się z Zamku Ujazdowskiego do Wisły.
W 1965 park wraz z Kanałem Piaseczyńskim został wpisany do rejestru zabytków.
9 czerwca 2014 w parku odsłonięto pomnik upamiętniający mszę odprawioną w tym miejscu przez Jana Pawła II podczas swojej IV podróży apostolskiej 9 czerwca 1991.